# Hadroneura
Hadroneura is een muggengeslacht uit de familie van de paddenstoelmuggen (Mycetophilidae).

## Soorten
- H. kincaidi (Coquillett, 1900)
- H. occidentalis (Sherman, 1921)
- H. oregona (Cole, 1919)
- H. palmeni Lundstrom, 1906
- H. pullata (Coquillett, 1904)
- H. rutila (Sherman, 1921)